# Hendrik Guichart Abresch
Hendrik Guichart Abresch (Zuidhorn, 7 november 1812 - De Steeg, 13 oktober 1882) was een Nederlands burgemeester.

## Leven en werk
Abresch was een zoon van Mr. Frans Izaäk Abresch en Hebbelina Regnera de Drews. Hij studeerde rechten. In 1842 werd hij burgemeester van Grijpskerk. Zeven jaar later volgde hij zijn vader op als burgemeester van Zuidhorn. Tot 1851 combineerde hij het ambt in beide gemeenten. Hij werd vervolgens notaris in Zuidhorn. 
In 1853 trouwde hij met Beerta Wichers (1819-1906), hun huwelijk bleef kinderloos. Zij verhuisden later naar de gemeente Rheden. Hij overleed kort voor zijn 70e verjaardag en werd begraven in Ellecom.
Zijn broer mr. Jeremias Frederik Abresch (1816-1885) werd raadsheer in het hof van Leeuwarden.